# Hey James
Hey James è il terzo album da solista del sassofonista italiano James Senese.

## Tracce
Lato A
1. Te fatica, te – 4:04 (testo: James Senese – musica: James Senese)
2. Charlie – 3:58 (testo: Ermanna Ragozzini, James Senese – musica: James Senese)
3. Nikita (Strumentale) – 4:33 (musica: James Senese)
4. Hey James – 4:37 (testo: Franco Del Prete – musica: James Senese)
5. Io non mi arrenderò – 4:19 (testo: Ermanna Ragozzino, James Senese – musica: James Senese)

Durata totale: 21:31
Lato B
1. Oggi è venerdì – 3:30 (testo: Federico Salvatore, James Senese – musica: James Senese)
2. Hey Joe (Strumentale) – 4:47 (musica: James Senese)
3. Boogie now – 3:45 (testo: James Senese – musica: James Senese)
4. Soul Toledo (Strumentale) – 3:45 (musica: James Senese)
5. Sott' 'e lenzole – 4:28 (testo: Franco Del Prete – musica: James Senese)

Durata totale: 20:15